# Trichlormethansulfenylchlorid
Trichlormethansulfenylchlorid ist eine stark giftige chemische Verbindung mit der Summenformel CCl4S.

## Darstellung und Gewinnung
Die Verbindung kann aus der Reaktion von Kohlenstoffdisulfid mit molekularem Chlor in Gegenwart von Iod oder Chlorwasserstoff hergestellt werden. Weitere Synthesemöglichkeiten bestehen in der Chlorierung von Dimethylsulfid oder von Thiophosgen.

## Eigenschaften
Trichlormethansulfenylchlorid ist eine übelriechende, toxische Flüssigkeit, die bei 147–149 °C siedet. In Benzol besitzt sie ein Dipolmoment von 0,65 D.

## Verwendung
Die Substanz kann zur Synthese von Thiophosgen benutzt werden. Hierzu wird sie mit Eisen(III)-chlorid-Katalysator bei 140 °C in Xylol umgesetzt.
Trichlormethansulfenylchlorid wurde unter dem Decknamen „Clairsite“ von französischen und russischen Streitkräften im Ersten Weltkrieg als chemischer Kampfstoff eingesetzt.
Durch einen Chlor-Fluor-Austausch mittels Quecksilber(II)-fluorid oder Silber(I)-fluorid kann das Dichlorfluormethylsulfenylchlorid erhalten werden, welches für die Herstellung der Fungizide Dichlofluanid und Tolylfluanid benötigt wird.

## Sicherheitshinweise
Trichlormethansulfenylchlorid kann sowohl über die Atemwege als auch dermal oder oral aufgenommen werden. Dabei reizt es Augen, Rachen, Bronchien und Alveolen. Im menschlichen Organismus erzeugt es Leber- und Nierenschäden. Beim Tierversuch mit Ratten und Mäusen zeigte sich inhalativ und oral eine hohe Toxizität mit Symptomen wie Durchfall, Hautreizungen und -veränderungen sowie Atemnot.